# Civilization (serie)
Civilization-serien er et turbaseret strategispil lavet af Sid Meier, som går ud på at opbygge et stort imperium fra bunden. Spillet starter i forhistorisk tid og begynder 4.000 årtusinde f.v.t., hvor spilleren tager styringen og skal forsøge at udvide og udvikle deres imperium igennem tidsaldrene indtil nutiden og nær fremtid. Spilleren er i konkurrence med andre civilisationer mellem en til syv i det første spil og helt op til 31 i den nyeste udgave. Spillet kan vindes enten ved at udrydde de andre konkurrerende civilisationer eller ved at vinde rumkapløbet, sidst i spillet og derved blive den første civilisation, som ankommer sikkert til den nærmeste stjerne Alfa Centauri. I de efterfølgende spil er der tilføjet en del andre metoder at vinde på, f.eks. en kultursejr ved at udbrede din civilisation ved at bygge biblioteker, templer, og erobre land, og en diplomatisk sejr, hvor man bliver valgt til generalsekretær for FN. Det originale Civilization, der generelt er anerkendt som en pioner inde for sin genre, er et singleplayerspil, men har senere set en multiplayerdel, CivNet, og både Civilization II, III, IV, V og VI understøtter multiplayer. Civilization III og IV, med udvidelsespakkerne Play the Word/Conquests, tilbyder også forskellige multiplayerspilletyper. I III og IV-udgaverne er visse funktioner delt mellem to enheder: nybyggere, der kun kan bygge nye byer, og arbejdere, der kan bygge, anlægge og udvikle områderne omkring og mellem byerne (f.eks. bygge veje, jernbaner, miner, landbrug etc.).

## Inspiration
Sid Meier indrømmer at have "lånt" mange af teknologitræsidéerne fra et brætspil, også ved navn Civilization (udgivet i England i 1980 af Hartland Trefoil (senere af producenten Gibson Games), og i USA i 1981 af Avalon Hill). De tidligere versioner indeholdt endda et reklame- og bestillings-seddel på brætspillet. Ironisk nok findes der i dag et brætspil ved navn Civilizaton baseret på computerspillet.
| Titel                                        | Udgivelse | Note |
| -------------------------------------------- | --------- | --- |
| Civilization                                 | 1991      | Spillet var porteret til Super Nintendo i 1995, der gjorde dét det første spillekonsol udgivelse af serien.                  |
| — CivNet                                     | 1995      | En remake med forbedret grafik og lyd, der understøtter Microsoft Windows 3.1 og Windows 95.                                 |
| Civilization II                              | 1996      | Spillet var porteret til PlayStation i 1999.                                                                                 |
| — Civilization II: Conflicts in Civilization | 1996      | Den første udvidelsespakke til Civilization II.                                                                              |
| — Civilization II: Fantastic Worlds          | 1997      | Den anden udvidelsespakke til Civilization II.                                                                               |
| — Civilization II: Test of Time              | 1999      | Inkludere det original Civilization II plus nye scenarios og forbedrede funktioner, herunder et "rumvæsen" landskab.         |
| Civilization III                             | 2001      | |
| — Civilization III: Play the World           | 2002      | Den første udvidelsespakke til Civilization III.                                                                             |
| — Civilization III: Conquests                | 2003      | Den anden og sidste udvidelsespakke til Civilization III.                                                                    |
| Civilization IV                              | 2005      | |
| — Civilization IV: Warlords                  | 2006      | Den første udvidelsespakke til Civilization IV.                                                                              |
| — Civilization IV: Beyond the Sword          | 2007      | Den anden udvidelsespakke til Civilization IV.                                                                               |
| — Civilization IV: Colonization              | 2008      | Et spin-off baseret på Sid Meiers 1994 spil, Colonization.                                                                   |
| Civilization Revolution                      | 2008      | Den anden konsoludgivelse, men det første spil i serien designet specielt til konsol and iOS; ikke udgivet til PC eller Mac. |
| Civilization World                           | 2011      | Et komplet Civilization spil til Facebook. Spillet udgik i 2013.                                                             |
| Civilization V                               | 2010      | |
| — Civilization V: Gods & Kings               | 2012      | Den første udvidelsespakke til Civilization V.                                                                               |
| — Civilization V: Brave New World            | 2013      | Den anden udvidelsespakke til Civilization V.                                                                                |
| Civilization: Beyond Earth                   | 2014      | Den spirituelle efterfølger til Alfa Centauri.                                                                               |
| Civilization VI                              | 2016      | Den nuværende flagskib version af den PC-baserede Civilization serie.                                                        |

## Indflydelse
Spilserien har været et af de mest populære strategispilserier nogensinde, og har stadig en loyal skare af fans. Spillets popularitet kan beskrives ud fra den observation, at den gennemsnitlige levetid for et typisk produkt i computerspilsbranchen er 6 måneder, mens Civilization, med sine efterfølgere, har overlevet over halvandet årti med eksemplarer af spillet stadig stående på hylder rundt omkring i butikker verden over. Spillets popularitet har også startet en del frie softwareprojekter, så som FreeCiv, C-evo og har inspireret en række spil fra andre producenter.
- Civilization II blev frigivet i 1996 og medførte to udvidelsespakker. I 1999 blev multiplayerdelen Golden Edition udgivet. Den originale udgave var designet af Brian Reynolds.

- Civilization III blev frigivet i 2001, og senere kom 2 udvidelsespakker, hvor en var rettet imod multiplayer. Den originale udgave blev udviklet af Jeff Briggs og Soren Johnson.

- Civilization IV blev produceret af Firaxis og blev frigivet 24. oktober 2005. Det blev designet af Soren Johnson.

- Civilization V blev, ligesom forgængeren, produceret af Firaxis og blev frigivet 25. september 2010.

I 1992 vandt Civilization Origins Award-prisen for Bedste Militær- og Strategicomputerspil i 1991.
I november 1996 i Computer Gaming Worlds årsdagsudgave, var Civilization valgt som nr. 1 på deres liste over de 150 bedste spil nogensinde.

## Lignende spil
I 1994 lavede Sid Meier et lignende spil kaldet Colonization. Colonization er rent gameplaymæssigt meget lig Civilization, men blev aldrig helt så populært. Spillet er ikke så omfattende, og omhandler kun koloniseringen af den nye verden, fra starten af 1600-tallet. Her kan spilleren vælge at kolonisere Amerika eller et tilfældigt genereret kontinent. Spillet er blevet kritiseret for ikke at inddrage Amerikas brug af slaver og er derfor ikke så historisk korrekt, hvilket ellers er en af styrkerne ved Civilization.
I 2008 blev en moderniseret udgave af Colonization udgivet: Civilization IV: Colonization. Som titlen antyder, er denne udgivelse baseret på grafik- og spilmotoren i Civilization IV, og er mere eller mindre en modificeret udgave af Civilization IV.
Spillet Alfa Centauri er også et spil af Sid Meier i samme genre, men med et futuristisk rumtema. Meget af interfacet og gameplayet blev senere flettet ind i Civilization III.

## Civilisationer
I de forskellige spil, antager man rollen som leder af en civilisation med en startby, der er ens hovedstad. Der har været næsten 50 forskellige civilisationer, med 110 forskellige ledere i de forskellige spil:
| Civilisation           | Leder               | Hovedstad      |
| ---------------------- | ------------------- | -------------- |
| Det tysk-romerske Rige | Karl den Store      | Würzburg       |
| Finland                | Mannerheim          | Helsinki       |
| Norge                  | Harald Hårderåde    | Oslo           |
| Belgien                | Leopold 1.          | Brussels       |
| Mayaerne               | Pacal den Store     | Palenque       |
| Holland                | Vilhelm den Tavse   | Amsterdam      |
| Sverige                | Gustav 2. Adolf     | Stockholm      |
| Danmark                | Harald Blåtand      | København      |
| Amerika                | George Washington   | Washington     |
| Aztekerne              | Montezuma           | Tenochtitlan   |
| Kina                   | Wu Zetain           | Beijing        |
| Egypten                | Ramses 2.           | Theben         |
| England                | Elizabeth 1.        | London         |
| Frankrig               | Napoleon Bonaparte  | Paris          |
| Tyskland               | Otto von Bismarck   | Berlin         |
| Grækenland             | Alexander den Store | Athen          |
| Indien                 | Mahatma Gandhi      | Delhi          |
| Marokko                | Ahmad Al-Mansur     | Marrakech      |
| Portugal               | Maria 1.            | Lissabon       |
| Mongoliet              | Genghis Khan        | Karakhorum     |
| Persien                | Dareios 1.          | Persepolis     |
| Romerriget             | Cæsar Augustus      | Rom            |
| Rusland                | Katarina 1.         | Moskva         |
| Zuluer                 | Shaka Zulu          | Ulundi         |
| Babylonien             | Nebukadnesar II     | Babylon        |
| Assyrien               | Ashurbanipal        | Assur          |
| Brasilien              | Pedro 2.            | Rio de Janeiro |
| Byzantium              | Theodora            | Konstantinopel |
| Japan                  | Oda Nobunaga        | Kyoto          |
| Korea                  | Sejong the Great    | Seoul          |
| Inkaerne               | Pachacuti           | Cusco          |
| Spanien                | Isabella 1.         | Madrid         |
| Polynesien             | Kamehameha 1.       | Honolulu       |